# República Síria (1930-58)
```
   |-
       | 
Erro:
:  
valor não especificado para "
continente
"
```

A República Síria (em árabe: الجمهورية السورية‎ al-Jumhūrīyah as-Sūrīyah; francês: République syrienne) foi formada em 1930 como uma componente do Mandato Francês da Síria e do Líbano, sucedendo ao Estado da Síria. Um tratado de independência foi feito em 1936 para conceder independência à Síria e acabar com o governo francês oficial, mas o parlamento francês recusou-se a aceitar o acordo. De 1940 a 1941, a República da Síria esteve sobre o controle da França de Vichy, e depois da invasão aliada em 1941 tornou-se um estado soberano. Em 1958, a Síria juntou-se ao Egito na formação da República Árabe Unida.

## Mandato Francês antes do Tratado de independência Franco-Sírio

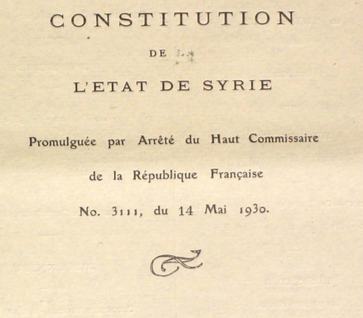
Constituição da República Síria, 14 de Maio de 1930

O projecto de uma nova constituição foi discutido por uma Assembleia Constituinte eleita em Abril de 1928, mas como o bloco nacional pró-independência ganhou maioria e insistiu na inserção de diversos artigos "que não preservaram as prerrogativas do poder mandatário" a Assembleia foi dissolvida em 9 de Agosto de 1928. Em 14 de maio de 1930, o Estado da Síria foi declarado República da Síria e uma nova constituição síria foi promulgada pelo Alto Comissário francês, ao mesmo tempo que a Constituição libanesa, o Règlement du Sandjak d'Alexandrette, o Estatuto do Governo Alawi, o Estatuto do Estado Jabal Druze. Uma nova bandeira também foi mencionada nesta constituição:
A bandeira síria será composta da seguinte forma, o comprimento será o dobro da altura. Ele deve conter três bandas de dimensões iguais, a banda superior sendo verde, a faixa do meio branca e a faixa inferior preta. A porção branca deve ter três estrelas vermelhas na linha, tendo cinco pontos cada.
Durante Dezembro de 1931 e Janeiro de 1932, realizaram-se as primeiras eleições ao abrigo da nova constituição, nos termos de uma lei eleitoral que previa a "representação de minorias religiosas", imposta pelo artigo 37 da Constituição. O Bloco Nacional estava na minoria na nova Câmara dos deputados com apenas 16 deputados de 70, devido ao vigoroso processo de adulterar votos das autoridades francesas. Entre os deputados também havia três membros do partido Xoybûn (Khoyboun) nacionalista curdo sírio, Khalil Bey Ibn Ibrahim Pacha (província de Al-Jazira), Mustafa bey Ibn Shahin (Jarabulus) e Hassan Aouni (Kurd Dagh). Mais tarde, no ano, de 30 de Março a 6 de Abril, "eleições complementares".
Em 1933, a França tentou impor um tratado de independência fortemente a favor da França. Prometeu uma independência gradual, mas manteve as montanhas sírias sob controle francês. O chefe de estado sírio na época era um Marionete francês, Muhammad Ali Bey al-Abed. A oposição feroz a este tratado foi liderada por um alto nível nacionalista e parlamentar Hashim al-Atassi, que pediu uma greve de sessenta dias em protesto. A aliança política de Atassi, o Bloco Nacional, mobilizou o apoio popular maciço para o chamado. Os motins e as manifestações provocaram fúria, e a economia ficou paralisada.

## Tratado de independência Franco-Sírio
Após negociações em março com Damien de Martel, o Alto Comissário francês na Síria, Hashim al-Atassi foi a Paris liderando uma delegação sênior do Bloco nacional. O novo governo francês liderado pela frente popular, formado em Junho de 1936 após as eleições de Abril-Maio, concordou em reconhecer o Bloco Nacional como os únicos representantes legítimos do povo sírio e convidou Al-Atassi para negociações para a independência. O tratado resultante exigiu o reconhecimento imediato da independência síria como república soberana, com uma emancipação total concedida gradualmente ao longo de um período de 25 anos.
Em 1936, o tratado de independência franco-siriano foi assinado, um tratado que não seria ratificado pelo legislatura francesa. No entanto, o tratado permitiu que Jabal Druze, a região Alauíta (agora chamada Lataquia) e Alexandreta fossem incorporadas na República síria dentro dos dois anos seguintes. O Grande Líbano (agora a República Libanesa) foi o único estado que não se juntou à República da Síria. Hashim al-Atassi, que era primeiro-ministro durante o breve reinado do Rei Faisal (1918-1920), foi o primeiro presidente a ser eleito sob uma nova constituição adotada após o tratado de independência.
O tratado garantiu a incorporação de regiões drusas e alauitas anteriormente autónomas na Grande Síria, mas não no Líbano, com o qual a França assinou um tratado similar em Novembro. O tratado também prometeu redução da intervenção francesa nos assuntos domésticos sírios, bem como uma redução das tropas francesas, do pessoal e das bases militares na Síria. Em contrapartida, a Síria prometeu apoiar a França em tempos de guerra, incluindo o uso do seu espaço aéreo, e permitir que a França mantivesse duas bases militares no território sírio. Foram incluídas outras disposições políticas, económicas e culturais.
Atassi retornou à Síria em triunfo em 27 de Setembro de 1936 e foi eleito Presidente da República em Novembro.
Em setembro de 1938, a França novamente separou o Sanjaco de Alexandreta sírio e o transformou no Estado de Hatay. O Estado de Hatay ingressou na Turquia no ano seguinte, em Junho de 1939. A Síria não reconheceu a incorporação de Hatay na Turquia e a questão ainda é contestada até o presente momento.
A ameaça emergente de Adolf Hitler induziu o medo de ser flanqueada pela Alemanha Nazista se a França abandonasse suas colónias no Médio oriente. Isso, juntamente com as persistentes inclinações imperialistas em alguns níveis do governo francês, levou a França a reconsiderar as suas promessas e a se recusar a ratificar o tratado. Além disso, a França cedeu o Sanjaco de Alexandreta, cujo território estava garantido como parte da Síria no tratado, para a Turquia. Os motins começaram novamente, Atassi renunciou, e a independência síria foi adiada até depois da Segunda Guerra Mundial.

## Segunda Guerra Mundial e Rescaldo
Com a queda da França em 1940 durante a Segunda Guerra Mundial, a Síria ficou sob o controle do Governo de Vichy até que os britânicos e a França Livre invadiram e ocuparam o país em Julho de 1941. A Síria proclamou a sua independência novamente em 1941, mas não foi até 1 Janeiro de 1944, que foi reconhecido como uma república independente.
Na década de 1940, a Grã-Bretanha defendeu secretamente a criação de um Estado da Grande Síria que asseguraria o status preferencial da Grã-Bretanha em questões militares, económicas e culturais, em troca de parar completamente a ambição judaica na Palestina. A França e os Estados Unidos opuseram-se à hegemonia britânica na região, que eventualmente levou à criação de Israel.
Em 27 de Setembro de 1941, a França proclamou, em virtude e no âmbito do Mandato, a independência e a soberania do Estado sírio. A proclamação disse que "a independência e a soberania da Síria e do Líbano não afectarão a situação jurídica como resulta da Lei do Mandato. Na verdade, esta situação só poderia ser alterada com o acordo do Conselho da Liga das Nações, com o consentimento do Governo dos Estados Unidos, signatário da Convenção Franco-Americana de 4 de Abril de 1924 e somente após a conclusão entre o Governo francês e os Governos da Síria e do Líbano de tratados devidamente ratificados de acordo com as leis da República Francesa.
Benqt Broms disse que era importante notar que havia vários membros fundadores das Nações Unidas cujo estado era duvidoso na época da Conferência de São Francisco e que o Governo da França ainda considerava que a Síria e o Líbano eram mandatos.
Duncan Hall disse: "Assim, o mandato da Síria pode ter terminado sem qualquer ação formal por parte da Liga ou seu sucessor. O mandato foi terminado pela declaração do poder obrigatório e dos novos estados, da sua independência, seguido de um processo de reconhecimento incondicional fragmentado por outros poderes, que culminou com a admissão formal às Nações Unidas. O artigo 78 da Carta terminou o status de tutela para qualquer Estado membro: "O sistema de tutela não se aplica aos territórios que se tornaram membros das Nações Unidas, relações entre as quais se basearão no respeito ao princípio da igualdade soberana ". Então, quando a ONU passou a existir oficialmente em 24 de Outubro de 1945, após a ratificação da Carta das Nações Unidas pelos cinco membros permanentes, na medida em que a Síria e o Líbano eram estados membros fundadores, o Mandato Francês para ambos foi legalmente encerrado nessa data e a independência total alcançada.
Em 29 de maio de 1945, a França bombardeou Damasco e tentou prender os seus líderes democraticamente eleitos. Enquanto os aviões franceses estavam a bombardear Damasco, o Primeiro-Ministro Faris al-Khoury estava na conferência fundadora das Nações Unidas em São Francisco, a apresentar o pedido de independência da Síria do Mandato Francês. A pressão contínua dos grupos nacionalistas sírios e a pressão britânica forçaram os franceses a evacuar as suas últimas tropas em 17 de Abril de 1946.

## Independência
A independência Síria foi alcançada em 24 de Outubro de 1945. Embora um rápido desenvolvimento económico tenha seguido a declaração de independência, a política síria da independência até o final da década de 1960 foi marcada por agitação. Os primeiros anos de independência foram marcados pela instabilidade política.
Em 1948, a Síria esteve envolvida na Guerra árabe-israelense com o recém-criado estado de Israel. O exército sírio foi pressionado para fora das áreas israelenses, mas fortaleceu as suas posições em Golã e conseguiu manter as suas antigas fronteiras e ocupar algum território adicional. Em Julho de 1949, a Síria foi o último país árabe a assinar um acordo de armistício com Israel.
Em 29 de março de 1949, o governo nacional da Síria foi derrubado por um golpe de estado militar liderado por Hussni al-Zaim. Mais tarde naquele ano, em 14 de Agosto de 1949, Zaim foi derrubado pelo seu colega Sami al-Hinnawi. Alguns meses depois, em Dezembro de 1949, Hinnawi foi derrubado pelo coronel Adib Shishakli. O último prejudicou o governo civil e á completa apreensão do poder em 1951. Shishakli continuou a governar o país até 1954, quando a crescente oposição pública o forçou a renunciar e a sair do país. O governo nacional foi restaurado, mas novamente para enfrentar a instabilidade, desta vez vinda do exterior. Após o derrube do presidente Shishakli no golpe de fevereiro de 1954, manobras políticas continuadas apoiadas por facções concorrentes nos militares eventualmente levaram os elementos nacionalistas e socialistas árabes ao poder. De 1946 a 1956, a Síria possuio 20 gabinetes diferentes e redigiu quatro constituições distintas.
Durante a Crise de Suez de 1956, depois da invasão da península do Sinai pelas tropas israelenses e a intervenção das tropas britânicas e francesas, a lei marcial foi declarada na Síria. Mais tarde, tropas sírias e iraquianas foram trazidas para a Jordânia para evitar uma possível invasão israelense. Os ataques de Novembro de 1956 aos oleodutos iraquianos foram em retaliação pela aceitação do Iraque ao Pacto de Bagdad. No início de 1957, o Iraque aconselhou o Egipto e a Síria contra uma aquisição concebível da Jordânia.
Em novembro de 1956, a Síria assinou um pacto com a União Soviética, proporcionando uma posição de influência comunista no governo, em troca de aviões, tanques e outros equipamentos militares enviados para a Síria. Esse aumento da força da tecnologia militar síria preocupou a Turquia, já que pareceu possível que a Síria tentasse retomar İskenderun, uma antiga cidade síria agora na Turquia. Por outro lado, a Síria e a URSS acusaram a Turquia de acumular tropas na fronteira da Síria. Durante este impasse, os comunistas ganharam mais controle sobre o governo e militares da Síria. Apenas debates acalorados nas Nações Unidas (dos quais a Síria era um membro original) diminuíram a ameaça de guerra.
A instabilidade política da Síria durante os anos após o golpe de 1954, o paralelismo das políticas sírias e egípcias e o apelo da liderança do presidente egípcio Gamal Abdal Nasser na sequência da crise de Suez criaram apoio na Síria para a união com o Egipto. Em 1 de Fevereiro de 1958, o presidente sírio, Shukri al-Quwatli e Nasser, anunciaram a fusão dos dois países, criando a República Árabe Unida, e todos os partidos políticos sírios, assim como os comunistas nele, cessaram actividades abertas. A fusão foi aprovada num referendo em 1958.